# 36 Cancri
36 Cancri, som är stjärnans Flamsteed-beteckning, är en ensam stjärna, belägen i den södra delen av stjärnbilden Kräftan och har även Bayer-beteckningen c Cancri. Den har en skenbar magnitud av ca 5,92 och är mycket svagt synlig för blotta ögat där ljusföroreningar ej förekommer. Baserat på parallax enligt Gaia Data Release 2 på ca 6,5 mas, beräknas den befinna sig på ett avstånd på ca 501 ljusår (ca 154 parsek) från solen. Den rör sig bort från solen med en heliocentrisk radialhastighet på ca 16 km/s.

## Egenskaper
36 Cancri är en vit till blå stjärna i huvudserien av spektralklass A3 V. Den har en massa som är ca 2,7 solmassor, en radie som är ca 2,0 solradier och utsänder från dess fotosfär ca 93 gånger mera energi än solen vid en effektiv temperatur av ca 8 500 K.